# Font Vella (Gratallops)
La Font Vella és una antiga font a Gratallops (Priorat) inclosa a l'Inventari del Patrimoni Arquitectònic de Catalunya.

## Descripció
Es tracta d'un petit conjunt, aproximadament de planta quadrada, amb una arcada de mig punt que dona pas a l'interior, on es troba la font. El material utilitzat és pedra blanca, amb carreus no excessivament treballats.

## Història
La font es considerada pels habitants del poble com d'origen àrab, encara que aquest fet no és comprovable. Molt propera al poble, fou utilitzada durant segles. La font fou abandonada perquè s'ha perdut l'aigua, i avui és completament coberta d'esbarzers. Únicament hom pot observar la seva estructura quan, per una causa o altra, es crema el barranquet on és situada, i els esbarzers desapareixen.